# كلارنس بوسطن
كلارنس بوسطن (بالإنجليزية: Clarence Boston)‏ هو مدير فني أمريكي، ولد في 13 أبريل 1917، وتوفي في 4 مايو 2002.